# Octopus cyanea

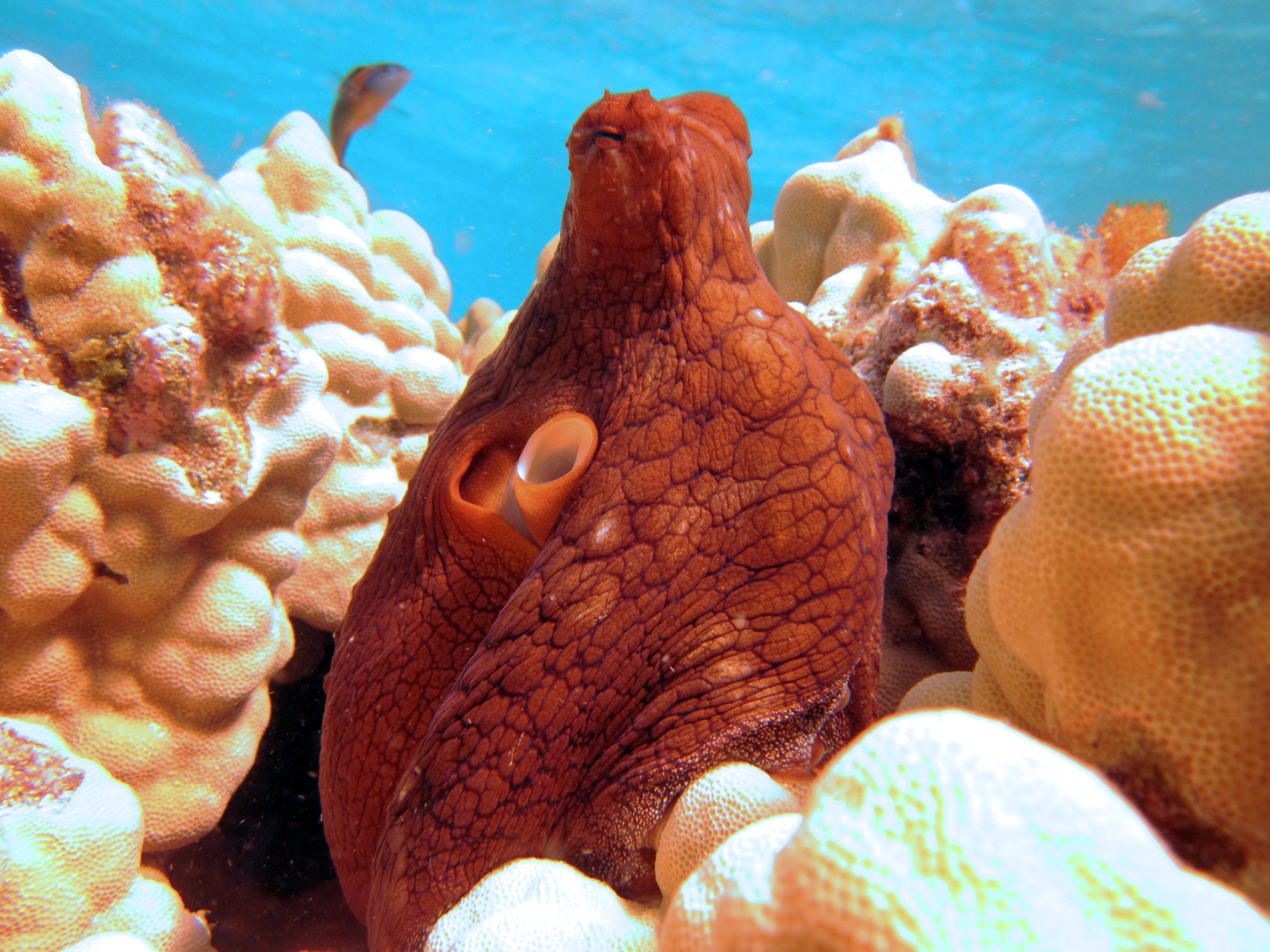
O. cyanea lascia sporgere il capo fuori dalla tana, un anfratto fra i coralli.

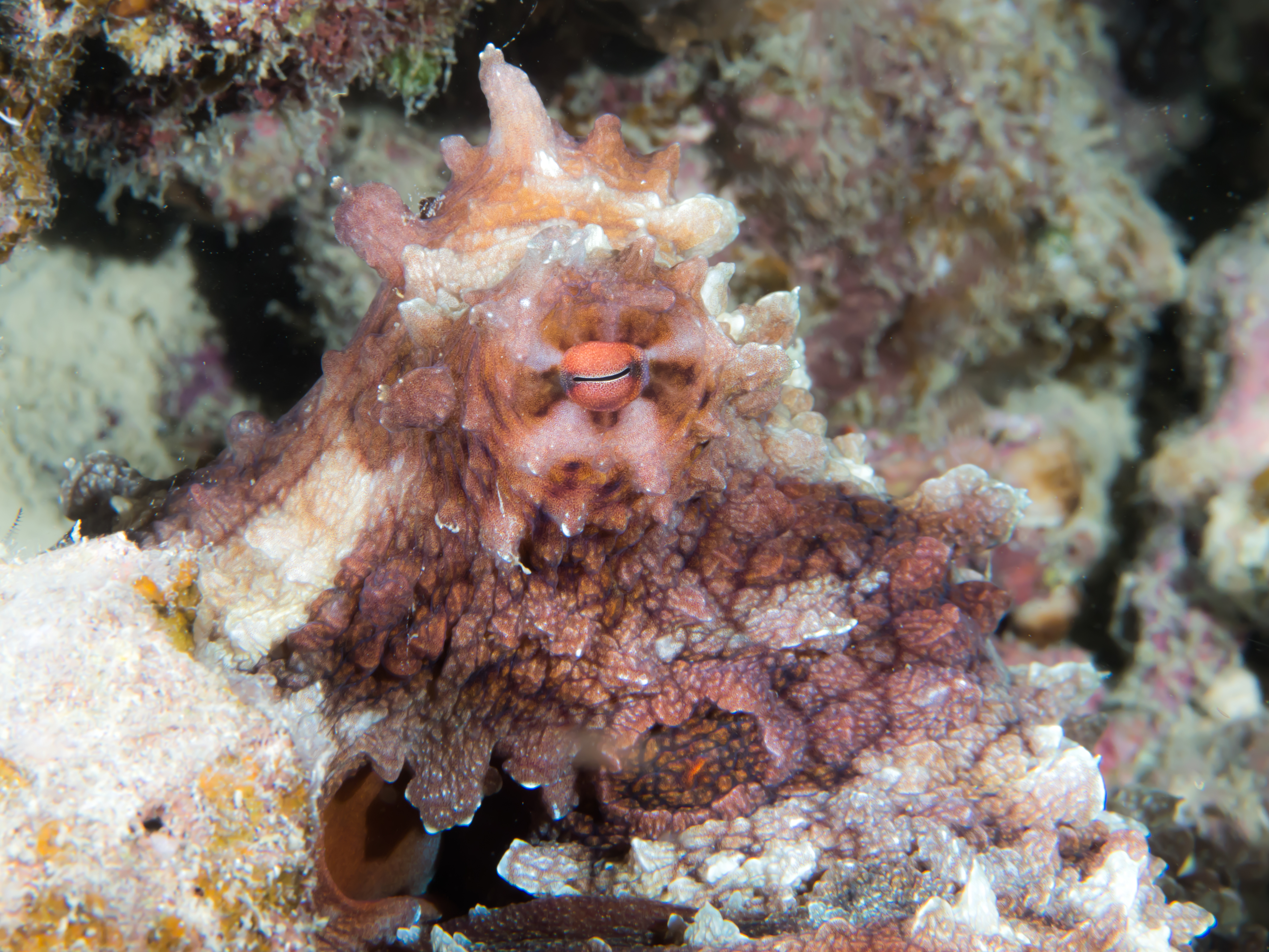
O. cyanea può mimetizzarsi cambiando la consistenza della pelle.

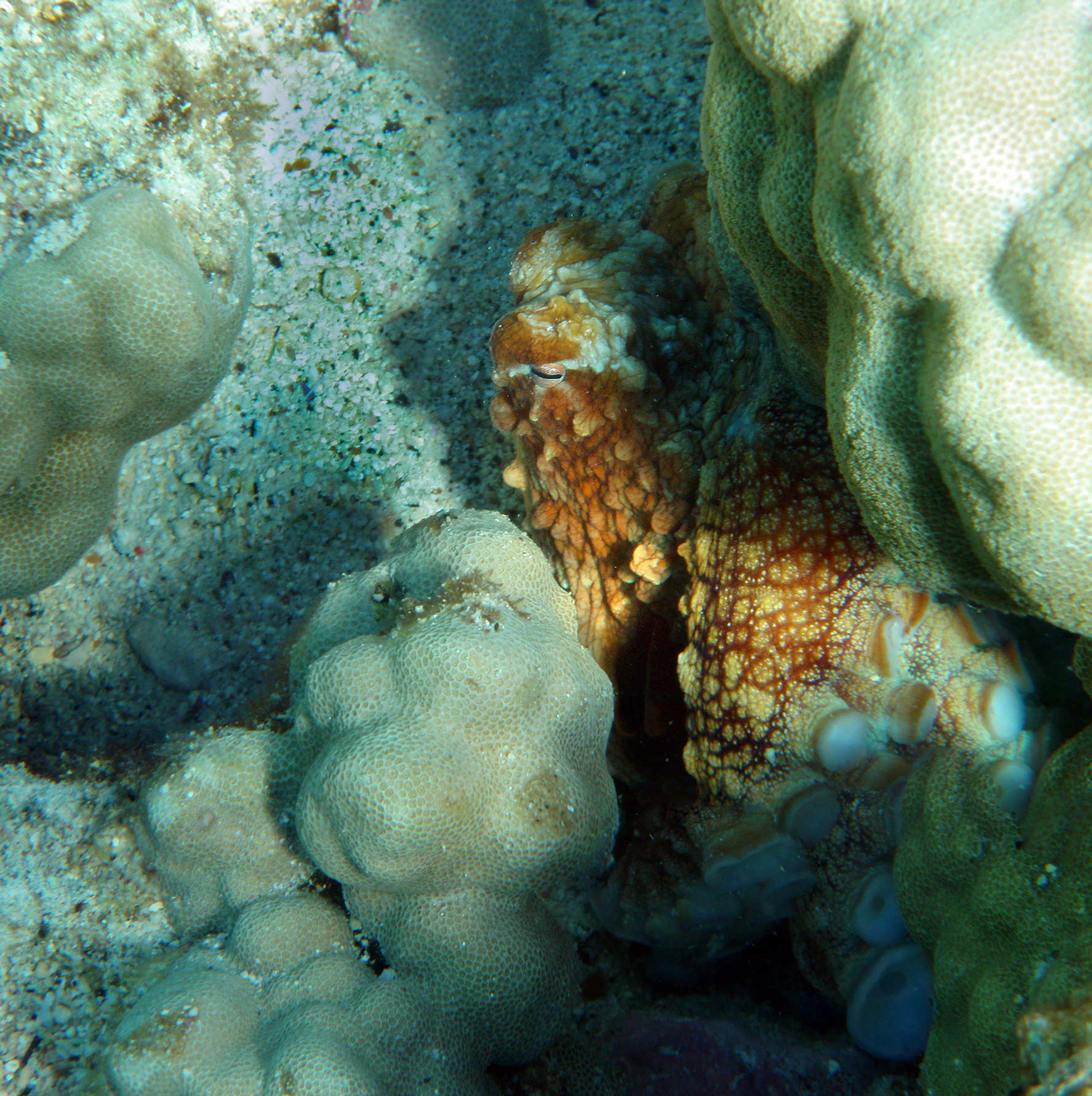
Octopus cyanea

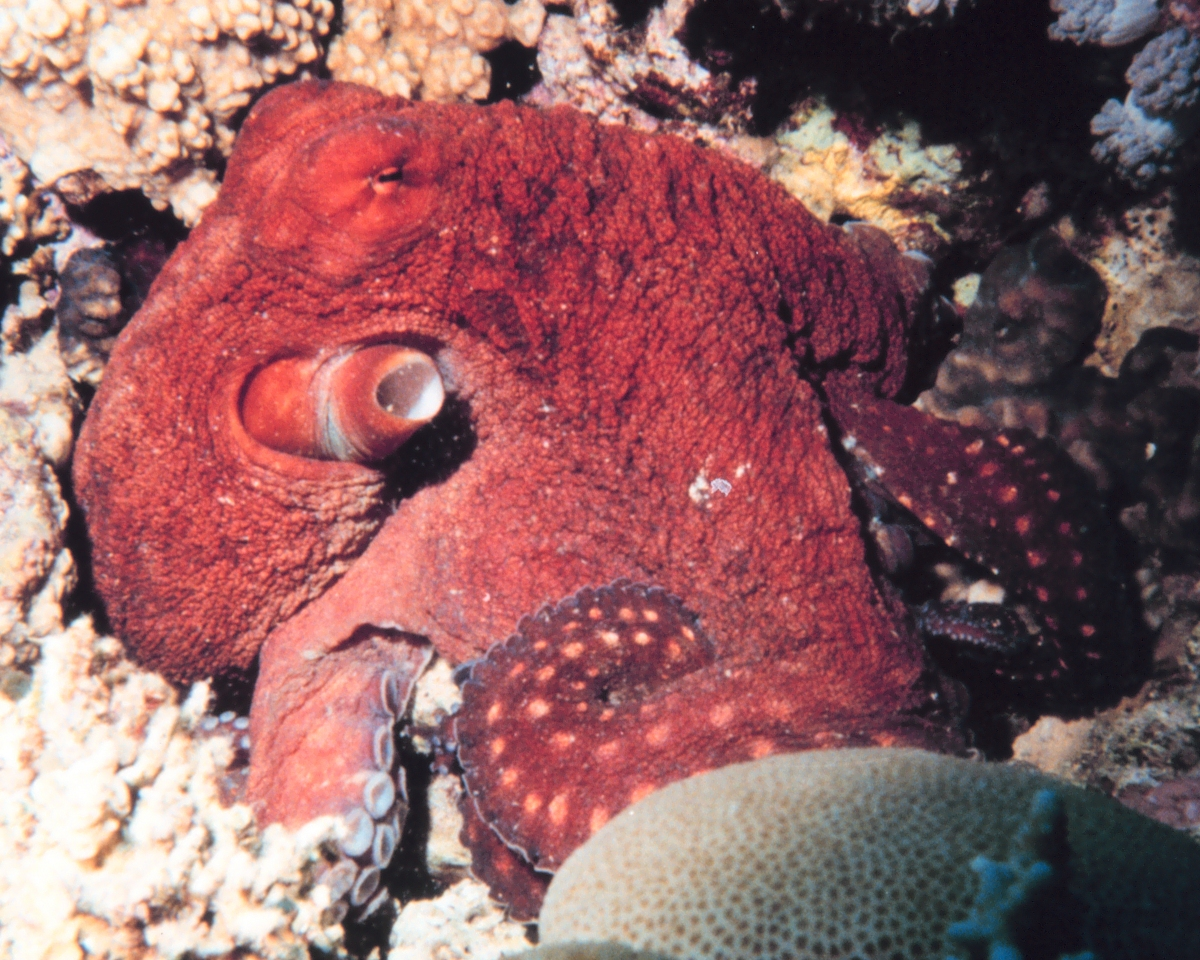
O. cyanea si sposta nel reef corallino

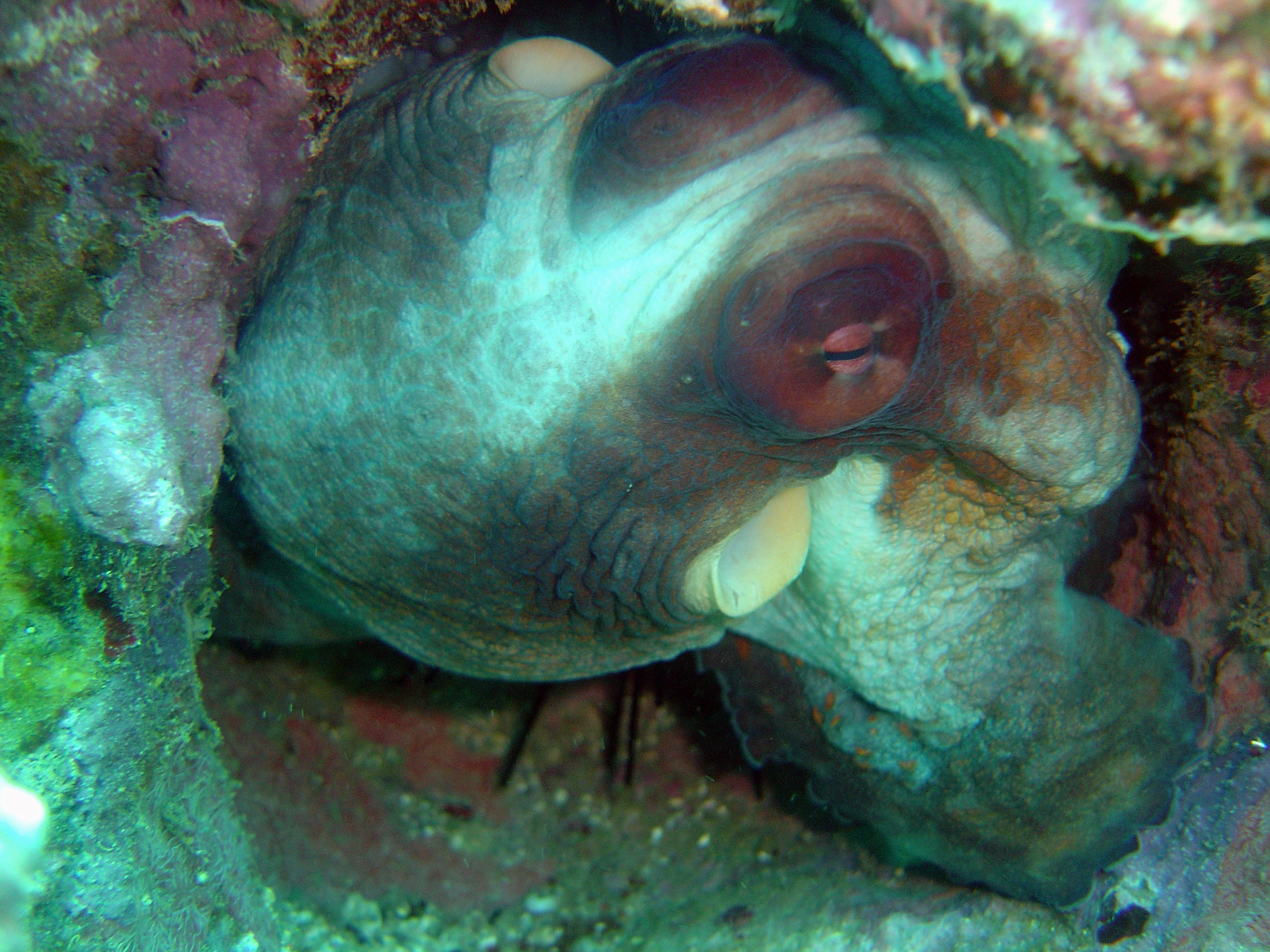
Tipico display terrifico di O. cyanea, con la colorazione che assume tonalità bianche

Octopus cyanea (Gray, 1849), noto in italiano come polpo indopacifico,  è un mollusco cefalopode della famiglia Octopodidae. Questa specie fu descritta inizialmente dallo zoologo britannico John Edward Gray nel 1849; l'olotipo è stato raccolto al largo dell'Australia tropicale ed è al Museo di storia naturale di Londra.

## Distribuzione e habitat
Come indica il nome, O. cyanea è diffuso in gran parte dell'Indo-Pacifico, dal Mar Rosso e le coste dell'Africa orientale, al sud-est asiatico e all'Australia. A est il suo areale si estende fino alle Hawaii.
Il polpo indopacifico è un tipico abitante delle barriere coralline, che popola da 1 a 100 metri di profondità. Può essere rinvenuto anche in zone sabbiose, rocciose e in letti di alghe ma sempre aree legate al fondale e con abbastanza ripari a disposizione. Come gli altri polpi è una specie bentonica: sebbene siano buoni nuotatori, strisciano piuttosto che nuotare attivamente, per ragioni fisiologiche; quando nuotano uno dei loro tre cuori (cuore sistemico) smette di battere.

## Descrizione
Il polpo indopacifico è il più grande polpo delle barriere coralline: il mantello raggiunge i 16 cm e con le braccia può superare gli 80 cm di lunghezza. La variazione delle dimensioni dipende dalla disponibilità del cibo. Le femmine adulte vanno dai 600 ai 4800 g e i maschi raggiungono i 400 ei 6600 g; la taglia media dell'intera specie è di 1200 g. I polpi del reef raggiungono le loro dimensioni massime tra i 13 ei 15 mesi, subito prima della riproduzione. Come gli altri polpi, questa specie è dotata di otto braccia munite di due file di ventose e di un becco corneo. Anche il polpo indopacifico è capace, per mezzo dei cromatofori, di cambiare continuamente la consistenza e il colore della sua pelle: così facendo il polpo può mimetizzarsi perfettamente tra la sabbia e i coralli, nascondendosi all'occhio di predatori come murene, cernie e squali. Generalmente il tono della pelle è brunastro-rossastro, con macchie chiare sparse lungo le braccia.

## Biologia
È una specie diurna o crepuscolare. Quando non è in caccia staziona in una tana scavata nella sabbia o ricavata nelle anfrattuosità dei coralli. Il polpo indopacifico è uno dei pochi cefalopodi che caccia di giorno. Trascorre circa il 30% della giornata in cerca di cibo e di notte barrica la sua tana con i coralli per evitare i predatori. I pigmenti specializzati nella loro pelle danno loro la capacità di mimetizzarsi con l'ambiente circostante per cacciare ed evitare la predazione. Questi polpi hanno anche la capacità di rilasciare inchiostro nero quando minacciati, il che inibisce la vista dei predatori e il loro senso dell'olfatto; questo li aiuta a fuggire senza essere rintracciati.

### Alimentazione e predatori
Il polpo indopacifico è anche chiamato polpo diurno perché caccia di giorno, una caratteristica non comune tra i polpi. Ha una dieta molto varia, costituita da molluschi sessili (occasionalmente altri cefalopodi), piccoli pesci e crostacei, principalmente le prede più comuni sono granchi, aragoste e molluschi bivalvi. Tutti i polpi possiedono una certa dose di veleno che serve a paralizzare le prede, ma il polpo indopacifico ha una dose per nulla rilevante nei confronti dell'uomo. Quando ha avvistato la preda, il polpo si posiziona sopra di essa per intrappolarla con le braccia, usate come una rete. Le ventose servono a trattenere la preda mentre verrà portata al becco corneo, usato per paralizzarla.
I predatori più comuni del polpo indopacifico sono le grosse murene del genere Gymnothorax (Gymnotorax javanicus), ma anche diverse specie di cernie (es. cernia dei coralli), squali (es. squalo nutrice fulvo) e delfini. Alle Hawaii questa specie è una comune preda della foca monaca delle Hawaii.

### Comunicazione
Come la maggior parte dei polpi, questa specie è solitaria e gli esemplari interagiscono tra loro solo per la riproduzione. La maggior parte dei cefalopodi può camuffarsi estremamente bene nell'ambiente circostante per mezzo dei cromatofori. Principalmente è un meccanismo per evitare la predazione, ma i cambiamenti di colore possono essere anche utilizzati per la comunicazione: i polpi usano luci e colori specifici per comunicare tra loro. Quando i maschi cercano di attirare l'attenzione delle femmine, tendono a cambiare in colori scuri quando si trovano in un'area dove c'è molta luce.

### Riproduzione
I maschi hanno un braccio più lungo (terzo braccio destro), detto ectocotile, che arriva a circa 48 cm; sono sessualmente maturi a 320 g, mentre le femmine raggiungono la maturità ad un peso pari o superiore a 600 g. Il braccio ectocotile verrà utilizzato durante la riproduzione per essere inserito nella cavità del mantello delle femmine, dove verranno rilasciati gli spermatozoi. In media le femmine depongono fino a 700.000 uova (da 500.000 a 1.000.000) che pesano fino a 0,33 g e sono lunghe 3 mm. Dopo la deposizione delle uova le femmine smettono di mangiare e perdono peso. Muoiono 60 giorni dopo averle deposte; è circa lo stesso tempo necessario per la schiusa delle uova. Questo accade, come in diverse altre specie di polpi, perché le femmine non mangiano mentre proteggono le uova dai predatori. Anche i maschi, una volta abbandonata la femmina (a circa 15-18 mesi), iniziano a mangiare di meno, perdono peso e lentamente perdono la capacità di cambiare colore e muoiono.
I polpi indopacifici non sono quindi animali longevi, come del resto gli altri cefalopodi. La durata media della vita di questa specie è di 12-15 mesi. La durata della vita più lunga conosciuta è di 18 mesi sia in natura che in cattività.

## Stato di conservazione
I polpi indopacifici non sono stati valutati nella lista rossa IUCN o per CITES.
A causa dei cambiamenti climatici, gli ecosistemi della barriera corallina in cui vivono questi polpi sono minacciati. Ciò costituisce una minaccia indiretta per questa specie. Anche la loro cattura nella pesca commerciale ha un impatto sulla specie; nel sud-ovest del Madagascar i polpi indopacifici costituiscono l'11,8% delle risorse marine con un tasso di cattura di 17.145 kg/km2/anno. Tuttavia, non sono in atto misure di conservazione per questa specie.